# Crematory
Crematory e un grup de gothic/melodic death metal, format în 1991 în Westhofen (Germania).
S-au despărțit în 2001, apoi s-au reunit în 2003, cu albumul Revolution, care e de un gen mai apropiat de techno-metal.
Ca gen, pot fi asemuiți altor grupuri, precum: Sentenced (înainte de schimbare), Fear Factory, și Dark Tranquillity.

## Membri

### Membri actuali
- Felix Stass - voce gravă;
- Harald Heine - bas (din 1993);
- Katrin Goger - clape;
- Markus Jüllich - baterie

### Foști membri
- Lotte Först - chitară (1991-1998)
- Heinz Steinhauser - bas (1992-1993)
- Matthias Hechler - chitară, voce (1999-2015);

## Discografie

### Albume de studio
- Transmigration (1993)
- ... Just Dreaming (1994)
- Illusions (1995)
- Crematory (1996)
- Awake (1997)
- Act Seven (1999)
- Believe (2000)
- Revolution (2004)
- Liverevolution (2005)
- Klagebilder (2006)
- Pray (2008)
- Infinity (2010)[6]
- Antiserum (2014)
- Monument (2016)
- Oblivion (2018)
- Unbroken (2020)
- Inglorious Darkness (2022)
- Destination (2025)

### Live
- Live... At the Out of the Dark Festivals (1997)
- LiveRevolution (2005)
- Black Pearls (2010)
- Live at W.O.A (2014)

### Single-uri și EP-uri
- Ist es wahr (1996)
- Fly (1999)
- Greed (2004)
- Shadowmaker (2013)
- The Downfall (2020)

### Compilații
- Early Years (1999)
- Remind (2001)
- Black Pearls (2010)
- Inception (2013)